# Geodiversidad

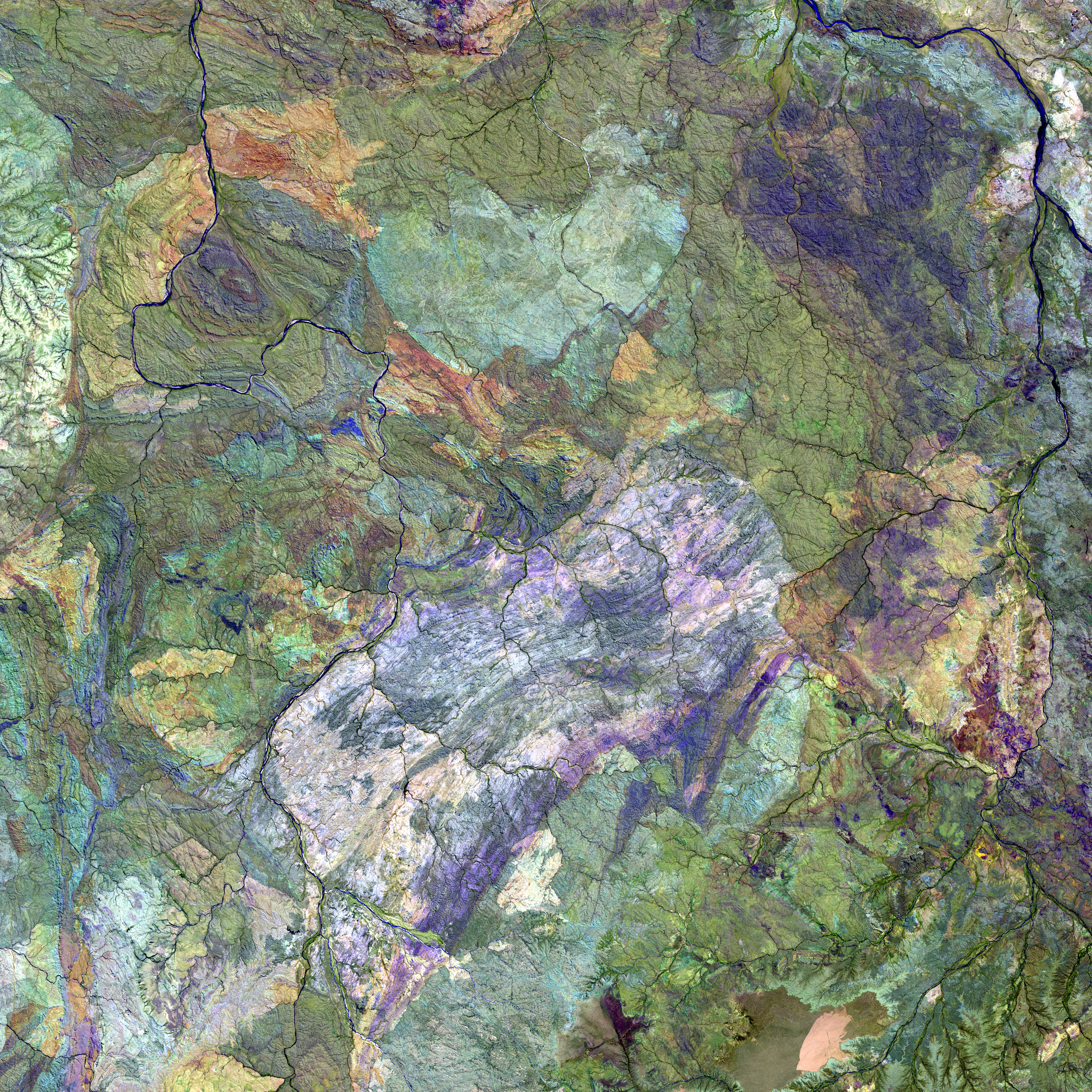
Imagen de satélite en falso color del Gran Desierto Arenoso de Australia, reflejando su compleja geología.

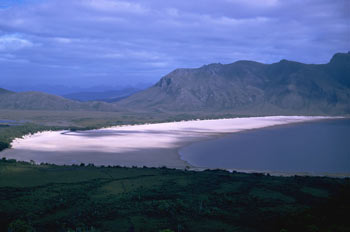
Lago Pedder, suroeste de Tasmania, antes de la inundación como parte de un desarrollo hidroeléctrico. El cubrimiento de esta zona y sus características geográficas por 15 m de agua fue uno de numerosos detonantes de la filosofía de geoconservación.

La geodiversidad expresa la variedad geológica de una región, teniendo en cuenta elementos tales como estructuras sedimentarias o tectónicas, materiales, como rocas, fósiles o suelos, e incluyendo los rasgos geomorfológicos del relieve y los recursos naturales energéticos e hídricos. Su magnitud depende de la frecuencia y distribución de estos elementos y del registro de la historia geológica regional.
La escuela anglosajona sigue la definición de geodiversidad de Gray, que separa la geomorfología y la edafología de la geología, y que la define como «el rango natural (diversidad) de características geológicas (rocas, minerales y fósiles), geomorfológicas (formas del terreno y procesos) y suelos. Incluye sus asociaciones, relaciones, propiedades, interpretaciones y sistemas». La definición de geodiversidad no incluye el paisajismo, las construcciones en cemento u otras influencias humanas significativas.
La geodiversidad de una zona es el reflejo de su historia geológica, el resultado de millones de años de procesos y acontecimientos geológicos, tales como sedimentación, deformación tectónica, plutonismo, metamorfismo, vulcanismo, transgresiones y regresiones marinas, diagénesis, erosión, etc. que quedan registrados físicamente en las rocas.
La geodiversidad puede ser cuantificada, pues está compuesta de elementos geológicos, que se muestran en afloramientos o formas del relieve con límites finitos, medibles, permitiendo estimar su frecuencia, distribución y hacer comparaciones entre regiones diferentes.
Un tema asociado y que ha sido motivo de estudio es la característica variable de la geografía en un abanico de elementos diversos. Diversos geógrafos tales como Friedich Ratzel y Vidal de la Blache han hecho notar, como las acciones del hombre alteran el paisaje.